# セルポレー式蒸気動車

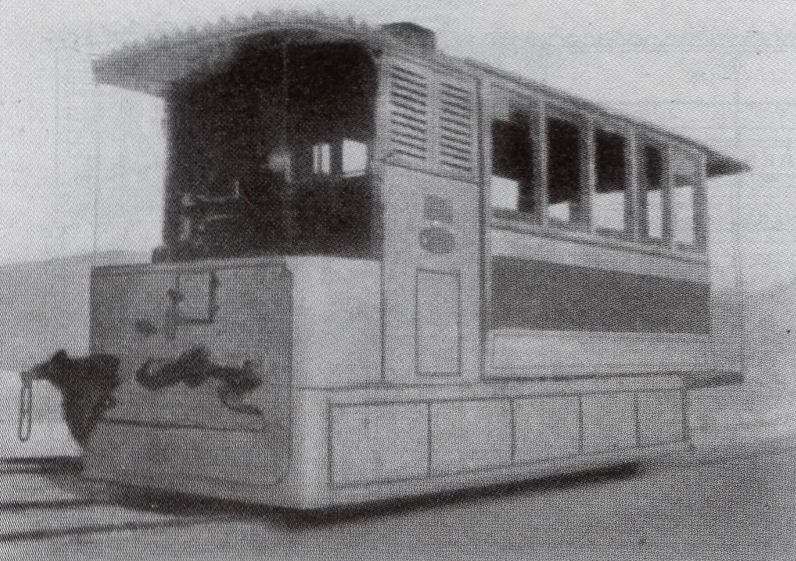
瀬戸自動鉄道が購入したセルポレー式蒸気動車

セルポレー式蒸気動車（セルポレーしきじょうきどうしゃ）は、フランスの技師レオン・セルポレー (Léon Serpollet) が、1887年（明治20年）に開発した蒸気動車の一方式である。小型高性能のフラッシュ蒸気ボイラーを車内に搭載し、後の時代のディーゼル気動車のような外見をしている。

## 概要
開発から2年後の1889年、パリ万国博覧会に出展され、1894年（明治27年）にフランスで国内工業奨励賞（金賞）を授与されている。これを受け、セルポレー式蒸気動車の製造販売を行う企業、Société des Genérateurs a Vaporisation Instantanée System L. Serpollet が設立され、世界への売り込みが行われるようになった。
コークス燃料と半月形断面の水管を使用し、機関全体が小型化されているのが特徴で、ボイラーは高さ1.05 m×幅0.57 m、重量は約600 kgとなっている。

## 日本でのセルポレー式蒸気動車
日本ではジイ・エス商会がセルポレー式蒸気動車を取り扱い、後の東京都電の前身の一つである東京馬車鉄道へ売り込み、1899年7月に試験走行も行われたが、同社では採用されなかった。また、当時の東京府内で出願されていた3社の計画路線で採用が目論まれていたが、いずれも実現には至っていない。さらに広島県呉町（現呉市）の市内交通機関にセルポレー式を出願したが内務省に却下された。また宮城県石巻鉄道、堀の内電気鉄道・川崎電気鉄道においてセルポレー式の認可は下りたが実現には至らなかった。

### 瀬戸自動鉄道
日本で唯一のセルポレー式蒸気動車の商業運転にこぎ着けたのは、瀬戸自動鉄道である。
1905年（明治38年）に、同社線（現・名古屋鉄道瀬戸線）の開業に際し A, B, C の3両が導入され、運用を開始した。この小型車は、四輪車で、セルポレーの特許による小型高性能ボイラーを搭載していた。
だが、この車両は、もともと軌道線用のものであるため、乗車定員や勾配・運行距離など瀬戸自動鉄道線の路線環境には向いていなかった。都市内の路線で主要停留所に補給燃料を置く使用環境を前提に、「発車前に給炭しておけば終点まで燃料補給不要」とされていたが、瀬戸自動鉄道線の使用環境では途中で燃料切れとなることが多かった。高性能ボイラーや走行機器などは精緻で運転・整備の技術上も慣熟が難しく、開業からしばらくは安定した運行ができない状態が続いたことから、瀬戸自動鉄道は開業翌年の1906年（明治39年）には瀬戸電気鉄道と改称し、同線は1907年（明治40年）に直流電化された。
ただ、電化工事が完成するまでの間に運転・整備の現場では取扱に慣熟し、安定した運行ができるようになっていた。電化開業後も電力会社の供給能力に限度があり、停電日・時間帯（計画停電）が定められていたことから、停電中はこの蒸気動車が使用され、特にトラブルもなく使用が続けられた。その後、停電日・時間帯が解消し、電車の常時運行が可能となったことから、1911年（明治44年）に廃車となり姿を消した。